# ネイチャーゲーム
ネイチャーゲーム（NATURE GAME）は、米国のナチュラリスト、ジョセフ・コーネル（Joseph Bharat Cornell）が1979年に著書『Sharing Nature With Children』の中で発表した自然体験プログラムの、日本における名称である。
人間の感覚を用いた様々な活動（アクティビティ）を通して、自然の不思議や仕組みを学び、自然と自分が一体であることに気づくことを目的としている。

## 概要
東京都新宿区に本部を置く公益社団法人日本シェアリングネイチャー協会（2013年3月までは「社団法人日本ネイチャーゲーム協会」）を中核とした団体による野外活動プログラムである。プログラムの指導員区分として「リーダー」「インストラクター」「コーディネーター」「トレーナー」が規定されている。
日本シェアリングネイチャー協会は特定非営利活動法人自然体験活動推進協議会（CONE）の参画団体でもある。

## アクティビティ
ネイチャーゲームの個々の活動をアクティビティと称する。ネイチャーゲームには、ジョセフ・コーネルによって考案されたアクティビティだけでなく、その理念を継承する人が創作したアクティビティも含まれる。日本国内では、ジョセフ・コーネルの創作以外のアクティビティについては、日本シェアリングネイチャー協会が、ネイチャーゲームの目的に合致するなどの条件を満たすものをネイチャーゲームとして認定している。
アクティビティは以下に示す四つの段階を構成し、現在、コーネルが創作したものと合わせて170種類以上のアクティビティが認定されており、年々その数を増している。

## プログラムの特徴
ネイチャーゲームの理念は、次の3つのキーワードで表される。
自然への気づき（ネイチャーアウェアネス） - 目的
科学的な分析方法や知識での認識だけに頼るのではなく、さまざまな感覚を使って自然を直接体験し、自然と自らは一体であることに気づくことがネイチャーゲームの目的である。
わかちあい（シェアリング） - 指導員としての心構え
ネイチャーゲームは、自然への気づきが目的であるから、教える事は最善では無い。それぞれの人が自然を直接体験する手段を用意し、内側から変化していくことを援助する。もちろん、指導者自身の感じていることを表明することがあっても良いが、その場合も共にわかちあい（シェアリング）を意識することが重要である。
フローラーニング（流れの中で学ぶ） - プログラムについての考え方
参加者の心理状態や学習テーマに合わせて、個々のアクティビティを組み合わせる手法を「フローラーニング」と呼ぶ。アクティビティは、すべてカワウソ・カラス・クマ・イルカと呼ばれる4つの段階のいずれかに分類されていて、指導者は、この各段階を組み合わせて、効果的な学習の流れをつくることができる。
慣用的に、アクティビティ名は＜＞でくくって表記する事が多い。
第一段階「カワウソ（熱意を呼びおこす）」
ゲーム的要素を持ったエネルギッシュなアクティビティで、参加者の意欲をかきたてる。
アクティビティの例＜コウモリとガ＞＜木の葉のカルタとり＞＜ノーズ＞＜動物交差点＞など
第二段階「カラス（感覚をとぎすます）」
通常の状態では、人々はそこにある自然に気づいていない事が多い。視覚や聴覚や嗅覚などの感覚に集中すると、さっきまで見えていなかったものが見え、聞こえていなかったものが聞こえ、匂っていなかったものを感じる事ができる。
アクティビティの例＜カモフラージュ＞＜フィールドビンゴ＞＜音いくつ＞＜暗闇を照らせ＞など
第三段階「クマ（自然を直接体験する）」
充分に感覚が開かれた人々に対して、自然を直接体験するようなアクティビティを用意すると、人々はそれぞれに自然への気づき（自然と一体であることに気づく）を持つことができる。
アクティビティの例＜わたしの木＞＜カメラゲーム＞＜木の鼓動＞＜夜は友だち＞など
第四段階「イルカ（インスピレーションをわかちあう）」
自然を直接体験した感動を持つ人々が、共にその理想や感動をわかちあうことで、その体験はより一層深まってゆく。
アクティビティの例＜サイレントウォーク＞＜フォールドポエム＞＜ナチュラリストの物語＞など
以上4つの段階を意識して、テーマや参加者にふさわしいアクティビティを組み合わせると、適切なプログラム構成ができるとされる。

## 日本における普及
ネイチャーゲームのプログラムの実施には、公益社団法人日本シェアリングネイチャー協会が認定した公認ネイチャーゲーム指導員が当たるが、書籍等を参考にして資格の有無に関わらず実施することができる。

### 地方組織
各都道府県には都道府県シェアリングネイチャー協会が設立（一部は、設立準備会）されており、多様な活動をしている。これらの都道府県シェアリングネイチャー協会の代表が日本シェアリングネイチャー協会の正会員として総会での議決権を有している。
各都道府県シェアリングネイチャー協会のほか、地域組織として、ネイチャーゲーム指導員の有志による地域シェアリングネイチャーの会がある。

### ネイチャーゲームリーダー養成講座
日本シェアリングネイチャー協会や都道府県シェアリングネイチャー協会が主催し、各地でネイチャーゲームリーダーの養成を行っている。
なお、ネイチャーゲーム指導員資格にはネイチャーゲームリーダーの他、ネイチャーゲームコーディネーター、ネイチャーゲームインストラクター、ネイチャーゲームトレーナーがあります。各資格は指導力のレベルを示すものではなく、資格に応じて担う役割を示します。

### ネイチャーゲーム課程認定校
課程認定校制度を推進しており、大学等でネイチャーゲームリーダー養成講座を行っている。

### 商標
「NATURE GAME」は、日本ネイチャーゲーム協会（現、日本シェアリングネイチャー協会）が商標登録をしている。登録番号2449325／2513613／3370917／4095154／4140983

## 「ネイチャーゲーム」の名称について
ネイチャーゲームは、1986年に日本ナチュラリスト協会が『Sharing Nature With Children』を翻訳出版するにあたって使用された和製英語である。
プログラムの考案者であるジョセフ・コーネルは、このプログラムをSharing Natureという言葉で表現した。ネイチャーゲームが本来目指している理念を表現する言葉としては、本来のシェアリングネイチャー（自然をわかちあう）がふさわしいという議論がある。
しかし、すでに社会的に広く認知されているネイチャーゲームの名称を、現時点で変更することは困難であることと、この名称の有する訴求力などを考慮して、引き続き日本ではネイチャーゲームという名称が使用されている（この和製英語がアメリカなどでも使われている例もある）。

## 沿革
- 1986年: 日本ナチュラリスト協会が『Sharing Nature With Children』を日本語版ネイチャーゲームとして翻訳出版し、初めて日本にこのプログラムが紹介された。
- 1990年: ジョセフ・コーネルとのライセンス契約に基づき、ネイチャーゲーム研究所が設立され、ネイチャーゲーム指導員の養成事業が開始された。
- 1993年: 社団法人日本ネイチャーゲーム協会が設立され、ネイチャーゲームの普及にあたる。
- 2013年: 公益法人制度改革に伴い、公益社団法人認定を受け、同時に団体名を「日本シェアリングネイチャー協会」に変更。
- 2016年:日本でのネイチャーゲーム普及30周年。
- 2021年:代表理事として日置光久が就任。